# 特洛代島

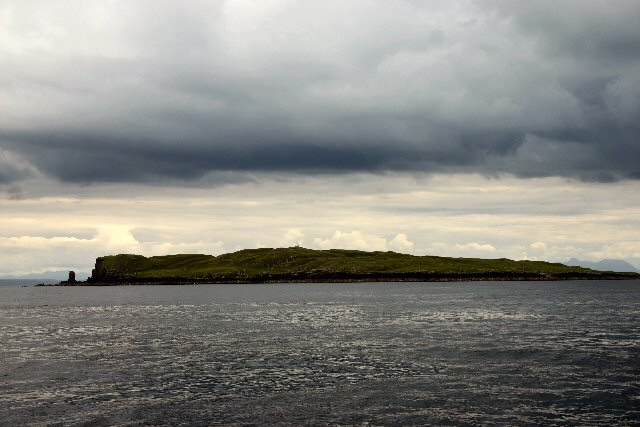

特洛代島是蘇格蘭的島嶼，位於大西洋海域，屬於內赫布里底群島的一部分，面積0.42平方公里，最高點海拔高度45米，島上無人居住。
57°43′37″N 6°18′3″W / 57.72694°N 6.30083°W